# Tonnerre Kalara Club de Yaoundé (football)
 (septembre 2012).
Si vous disposez d'ouvrages ou d'articles de référence ou si vous connaissez des sites web de qualité traitant du thème abordé ici, merci de compléter l'article en donnant les références utiles à sa vérifiabilité et en les liant à la section « Notes et références ».
Le Tonnerre Kalara Club de Yaoundé est un club camerounais de football fondé en 1934 et basé à Yaoundé

## Historique
Dans les années 1930, le football est le sport de détente à la mode au Cameroun. Il a été introduit dans le territoire par un photographe togolais nommé Guethe qui tenait boutique en face d’Akwa Palace. Ce spot n'était réservé qu'aux expatriés des deux grandes villes du pays, Douala et Yaoundé. Cette exclusivité connait un premier écart le 14 juillet 1930 quand le gouverneur de Yaoundé organise une rencontre amicale entre les équipes de Douala et de Yaoundé. Ce haut fonctionnaire, soucieux d’asseoir Yaoundé comme capitale politique de la colonie, fait un panachage de l’équipe locale en y incluant certains indigènes dont un dénommé Tobias Mimboe surnommé Bayard. L'équipe de Yaoundé emporte facilement la partie. Cette victoire est due à la virtuosité de Bayard, ce qui lui vaut d'ailleurs quelques jours d'emprisonnement pour motif d'avoir ridiculisé par ses dribbles déroutants les Européens.[réf. nécessaire]
Un autre participant à cette rencontre, Omgba Zing fonde le 9 novembre 1930 à Mvo-Mbi le Canon Sportif et en devient le président. À la suite d'une série de brouilles internes, il quitte le club en 1934 pour en créer un autre, forcément rival, le Tonnerre. Cette nouvelle entité regroupe en son sein des membres issus de la tribu Béti. Ses premiers joueurs se nomment René Ndono, Victor Atangana, Ada, Nku Belibi et Linus Etoundi.

## Palmarès
- Champion du Cameroun :

1981, 1983, 1984, 1987, 1988
- Vainqueur de la Coupe du Cameroun :

1974, 1987, 1989, 1991
Finaliste : 
1963, 1990, 1994
- Coupe d'Afrique des vainqueurs de coupe de football : 1975 [5],[3]

Finaliste : 1976
- Coupe de la CAF - Finaliste : 2002

- Championnat du Cameroun de football de deuxième division : 1

Champion : 2008

## Personnalités du club

### Entraîneurs du club
- 1997-1998 : Claude Andrey  Suisse
- 2002-2003 : Raoul Savoy  Suisse et Hans Agbo (adjoint)  Cameroun
- 2005-2006 : Hans Agbo et Bertin Ebwellé  Cameroun

### Anciens joueurs
- Paul Bahoken
- Jean II Makoun
- Ernest-Lottin Ebongue
- Bertin Ebwellé
- Roger Milla (1974 - 1977 & 1990 - 1994)
- Japhet N'Doram
- Rigobert Song
- Stephen Tataw
- George Weah (1987-1988)
- Ebendeng Mengue Laurent
- Fouda Bachot
- Louis Bapès Bapès
- Morlaye Soumah
- Francis Doe
- NGA MAMA Léonard

- 2021 Gilbert Schilk Magistrat HE (Source la souris de Tsinga)

- Robert Sessay
- Koffi Abbrey
- Dieudonné Nké
- Alassa Zépa
- Sala Mensa
- Jean-Louis Mama
- Charles Toubé
- Luc Mbassi
- André Boé
- Bounou Bibi Clement
- OLLE OLLE Bertin

```
Bekombo Jean-marie
Imandi Justin
Etongo Eboué
Nguema Ondo Patrick
```